# Valuéjols
 Valuéjols  es una población y comuna francesa, situada en la región de Auvernia, departamento de Cantal, en el distrito de Saint-Flour y cantón de Saint-Flour-Sud.

## Demografía
| 922 | 833 | 696 | 607 | 578 | 525 |
| Para los censos de 1962 a 1999 la población legal corresponde a la población sin duplicidades (Fuente: INSEE [Consultar]) |     |     |     |     |     |